# 德罗库尔 (伊夫林省)
德罗库尔（法語：Drocourt，法語發音：[dʁɔkuʁ]）是法国伊夫林省的一个市镇，属于芒特拉若利区。

## 地理
德罗库尔（49°3'25"N, 1°45'57"E）面积3.84 平方千米，位于法国法蘭西島大區伊夫林省，该省份为法国北部内陆省份，北起瓦兹河谷省，西接厄尔省，西南接厄尔-卢瓦省，东南接埃松省，东临上塞纳省。
与德罗库尔接壤的市镇（或旧市镇、城区）包括：丰特奈圣佩尔、萨伊、安库尔、圣西尔昂纳尔蒂。

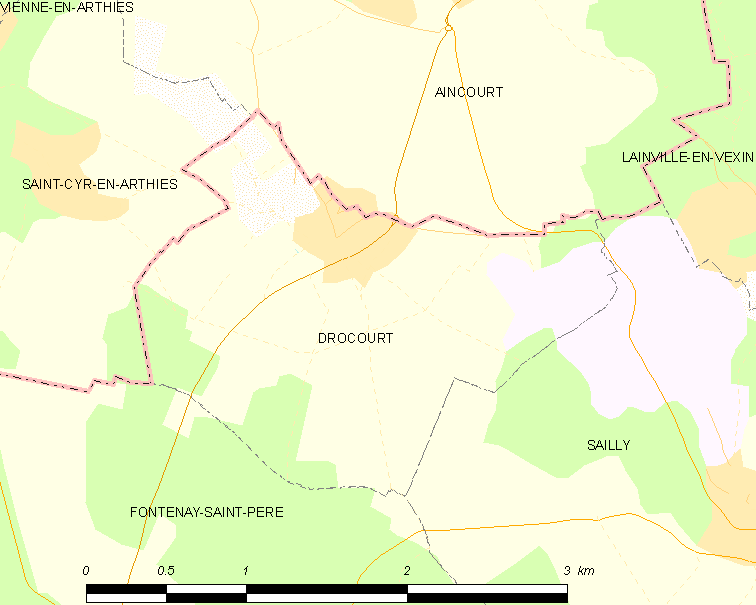
的OSM定位图

德罗库尔的时区为UTC+01:00、UTC+02:00（夏令时）。

## 行政
德罗库尔的邮政编码为78440，INSEE市镇编码为78202。

## 政治
德罗库尔所属的省级选区为利迈县。

## 人口

1962-2008年间人口变化图示

德罗库尔于2022年1月1日时的人口数量为556人。